# Угол места
У́гол ме́ста (элева́ция) — угловая высота наблюдаемого объекта (земного предмета, летательного аппарата, небесного светила и др.) над истинным горизонтом. Угол места совместно с азимутом служат для определения направления на объект.

## Баллистика
В баллистике угол возвышения — угол между горизонтальной плоскостью и направлением канала ствола артиллерийского орудия.

## Астрономия
В астрономии эта же величина называется высотой светила над горизонтом, или просто высотой.